# Tuần lộc Svalbard
Tuần lộc Svalbard (Danh pháp khoa học: Rangifer tarandus platyrhynchus) là một phân loài của loài tuần lộc được tìm thấy trên quần đảo Svalbard của Na Uy. 

## Đặc điểm
Chúng là những loài nhỏ nhất của tuần lộc. Con đực có trọng lượng trung bình 65–90 kg và con cái nặng từ 53–70 kg, trong khi đối với tuần lộc thông thường khối với cơ thể là 159–182 kg đối với con đực và từ 80–120 kg đối với con cái. Các phân loài là loài đặc hữu của quần đảo Svalbard, nơi nó đã sống ít nhất 5.000 năm, và trở nên thích nghi với khí hậu khắc nghiệt, được tìm thấy trên hầu hết tất cả các khu vực không phủ băng của quần đảo. Chúng vẫn là có chân ngắn và có một cái đầu tương đối nhỏ, tròn, lông của họ cũng nhạt màu hơn và dày hơn trong mùa đông. Đối với loài tuần lộc này, để thích nghi với cái lạnh, vào mùa hè, chúng mất hẳn nhịp điệu ngày đêm. Riêng tuần lộc Svalbard còn thiếu cả nhịp điệu trong mùa đông.
Tuần lộc thường tránh gặm cỏ gần cột điện hay cáp điện cao thế. Loài tuần lộc hoang dã ở Na Uy thỉnh thoảng có thể bị chia thành những đàn nhỏ bởi chúng không thể tự do di chuyển do lưới điện cao thế. Điều này này dẫn tới việc hình thành tới 23 đàn tuần lộc khác nhau tại phía nam Na Uy. Động vật tránh lưới điện cao thế là do chúng có khả năng phát hiện ánh sáng UV phát ra từ lưới điện, khiến chúng sợ hãi”.Bằng cách lựa chọn tránh lưới điện cao thế, những loài động vật như tuần lộc đối mặt với di cư gián đoạn và mất những vùng đất nhiều cỏ. Điều này có thể ảnh hưởng tới tốc độ di chuyển và đa dạng gen của loài.
Hiện nay, trọng lượng tuần lộc trên một chuỗi đảo Bắc Cực gần cực Bắc đang giảm đáng kể, nguyên nhân do biến đổi khí hậu ảnh hưởng đến thức ăn mùa đông của chúng. Trọng lượng trung bình của tuần lộc trưởng thành trên chuỗi đảo Svalbard, phía Bắc Na Uy, đã giảm từ 55 kg xuống còn 48 kg vào những năm 1990. Nhiệt độ tăng làm mùa hè ấm hơn nhưng đổi lại, mùa đông trở nên khắc nghiệt đối với những con tuần lộc. Mùa đông ít lạnh có nghĩa là tuyết rơi nhiều hơn mưa, dẫn đến thức ăn của tuần lộc bị đóng băng. Do đói ăn thường xuyên nên nhiều con tuần lộc cái sinh ra những tuần lộc con với thân hình còi cọc.
Chỉ đến mùa hè, thực vật trên đảo phát triển mạnh, tuần lộc cái mới được cung cấp đủ chất dinh dưỡng để đảm bảo thể chất khỏe mạnh khi thụ thai vào mùa thu. Từ 800 cá thể, đàn tuần lộc ở Svalbard đã phát triển lên 1.400 con sau những năm 1990. Nhưng tuần lộc ở đây có thể trọng nhỏ hơn trước. Số lượng tuần lộc gia tăng cũng đồng nghĩa với việc chúng phải cạnh tranh khốc liệt hơn để tìm kiếm thức ăn trong mùa đông, hiện tượng nóng lên toàn cầu ở Svalbard đều tập trung vào gấu Bắc Cực là loài động vật săn tìm thức ăn dưới biển mà không phải những loài động vật kiếm ăn trên đất liền như tuần lộc.

## Với con người
Ở vùng Kautokeino, Na Uy có tới hơn 100.000 tuần lộc và 3.000 người sinh sống ở Kautokeino, cách thành phố Hetta 80 km về phía Bắc. Tại đây, mỗi dịp tháng 2, tháng 3, World Cup dành cho tuần lộc đều được tổ chức, thu hút sự chú ý của đông đảo du khách tham quan. Những con tuần lộc với sợi dây thừng dài, kéo theo những người trượt tuyết qua những dốc núi, với vận tốc tới 60 km/giờ, trên chặng đường gập ghềnh kéo dài tới cả 1.000 mét.